# Compromís dels Tres Cinquens
El Three-Fifths Compromise, en català el Compromís dels Tres Cinquens, va ser un compromís assolit entre els delegats dels estats del sud i els delegats dels estats del nord durant la Convenció Constitucional dels Estats Units l'any 1787. El debat es va centrar sobre el fet si els esclaus serien comptats alhora de determinar la població total d'un estat per determinar la representació legislativa i per funcions taxatives. L'assumpte era important, mentre aquest número de població llavors solia determinar el nombre de seients que l'estat tindria en la Cambra de Representants dels Estats Units pel pròxim deu anys. L'efecte era per donar els estats del sud un terç més seients en el Congrés i un terç vots més electorals que ells altrament haurien tingut, permetent els interessos esclaus a en gran part dominar el govern dels Estats Units fins al 1865. El compromis va ser proposat per delegats James Wilson i Roger Sherman.

## Promulgació
La Convenció unànimement hi havia acceptat el principi que la representació en la Cambra de Representants seria dins proporció a les poblacions estatals relatives. Tanmateix, des dels esclaus no podrien votar, dirigents blancs en els estats esclaus així tindrien el benefici de representació augmentada en la Cambra i el Col·legi Electoral. Delega oposat a l'esclavitud va proposar que habitants lliures únics de cada estatal ser comptat pel prorrateig d'imposts, mentre delegats que donaven suport a l'esclavitud, d'altra banda, es va oposar la proposta, volent compta els esclaus en els seus nombres reals. Un compromís que era finalment acordat a—de comptar "totes altres persones" tan només tres-cinquens dels seus nombres reals—van reduir la representació dels estats esclaus relatius a les propostes originals, però el va millorar per damunt la posició del nord. Un al·licient per estats esclaus per acceptar el compromís era la seva corbata a impostos en la mateixa proporció, de manera que la càrrega dels impostos en els estats esclaus era també va reduir.
El Compromís dels Tres Cinquens es troba en l'Article 1, Secció 2, Paràgraf 3 de la Constitució dels Estats Units i diu així:
| « | (català) Els representants i els impostos directes es prorratejaran entre els diferents Estats que formin part d'aquesta Unió, d'acord amb la seva població respectiva, la qual es determinarà sumant al nombre total de persones lliures, inclusivament les obligades a prestar serveis durant un termini de anys i excloent als indis no subjectes al pagament de contribucions, les tres cinquenes parts de totes les persones restants. El recompte s'ha de fer dins dels tres anys següents a la primera sessió del Congrés dels Estats Units, i en endavant cada 10 anys, en la forma que aquest cos disposi per mitjà d'una llei. El nombre de representants no excedirà d'un per cada trenta mil habitants per tal que cada Estat compti almenys amb un representant; i fins que s'efectuï aquest recompte, l'Estat de Nou Hampshire té dret a elegir tres; Massachusetts, vuit; Rhode Island i les Plantacions de Providence, un; Connecticut, cinc; Nova York, 6; Nova Jersey, quatre; Pennsilvània, vuit; Delaware, un; Maryland, 6; Virgínia, deu; Carolina del Nord, cinc; Carolina del Sud, cinc i Geòrgia, 3. | (anglès) Representatives and direct Taxes shall be apportioned among the several States which may be included within this Union, according to their respective Numbers, which shall be determined by adding to the whole Number of free Persons, including those bound to Service for a Term of Years, and excluding Indians not taxed, three fifths of all other Persons. The actual Enumeration shall be made within three Years after the first Meeting of the Congress of the United States, and within every subsequent Term of ten Years, in such Manner as they shall by Law direct. The number of Representatives shall not exceed one for every thirty Thousand, but each State shall have at Least one Representative; and until such enumeration shall be made, the State of New Hampshire shall be entitled to chuse [sic] three, Massachusetts eight, Rhode-Island and Providence Plantations one, Connecticut five, New-York six, New Jersey four, Pennsylvania eight, Delaware one, Maryland six, Virginia ten, North Carolina five, South Carolina five, and Georgia three. | » |

El tres-cinquens la proporció originada amb una 1783 esmena proposada als Articles de la Confederació. L'esmena era per tenir canviat la base per determinar la riquesa de cada estat, i per això les seves obligacions d'impost, d'immobiliària a població, com a mesura d'habilitat de produir riquesa. La proposta per un comitè del Congrés hi havia suggerit que els impostos "seran subministrats per les diverses colònies dins proporció al nombre d'habitants de cada edat, sexe, i qualitat, excepte Indis no pagant impostos."
El sud immediatament va objectar a aquesta fórmula de llavors ençà inclogui esclaus, qui va ser vist principalment mentre propietat, dins calculant la quantitat d'impostos per ser pagats. Mentre Thomas Jefferson va escriure en les seves notes en els debats, els estats del sud serien gravats "segons els seus números i la seva riquesa conjuntament, mentre el del nord seria gravat en números només."
Després que proposat compromís d'un-mig per Benjamin Harrison de Virgínia i tres-quarts per diversos Nou Englanders va fallar per obtenir suport suficient, el congrés finalment resolt en el tres-cinquens la proporció proposada per James Madison. Però aquesta esmena finalment fallada, caient dos estats curts de l'aprovació unànime requerida per esmenar els Articles de Confederació (Nova York i Nou Hampshire única van ser oposades).
Un assumpte contenciós a la Convenció Constitucional era si els esclaus serien comptats tan part de la població dins determinant representació dels estats en el Congrés o en comptes d'això seria propietat considerada i, com a tal, no ser considerat per propòsits de representació. Delegats d'estats amb una població gran d'esclaves va argumentar que els esclaus haurien de ser va considerar persones dins determinant representació, però mentre propietat si el govern nou era a levy impostos en els estats en la base de població. Delegats d'estats on l'esclavitud hi havia esdevingut rara argumentat que els esclaus haurien de ser inclosos dins impostos, però no dins determinant representació.
La proporció proposada era, tanmateix, un a punt solució a l'impasse que va sorgir durant la Convenció Constitucional. En aquella situació, el alignment del contending les forces era l'inrevés de quin va tenir obtingut sota els Articles de Confederació. Dins esmenant els Articles, el Nord va voler esclaus per comptar per més del Del sud va fer perquè l'objectiu era per determinar els impostos van pagar pels estats al govern federal. En la Convenció Constitucional, l'assumpte més important era representació dins Congrés, així que el Sud va voler esclaus per comptar per més del Del nord va fer.

## Impacte abans de la Guerra Civil
El Tres-Fifths Compromise va donar una representació desproporcionada d'estats esclaus en el parent de Cambra de Representants als votants en estats lliures fins a la Guerra Civil americana. Dins 1793, per exemple, els estats esclaus Del sud van tenir 47 membres però hi hauria tingut 33, va tenir asseu estat assignat basat en poblacions lliures. Dins 1812, els estats esclaus van tenir 76 en comptes del 59 haurien tingut; dins 1833, 98 en comptes de 73. Com a resultat, els estats Del sud van tenir influència desproporcionada en el President dels Estats Units, el President de la Cambra de Representants dels Estats Units, i la Cort Suprema dels Estats Units en el període previ a la Guerra Civil. A aquests han de ser afegits la igualtat d'estats esclaus i lliures, el qual va ser mantingut fins que 1850 i safeguarded el Del sud votant bloc en el Senat així com vots Universitaris Electorals.
Historiador Garry les voluntats ha postulated que sense els vots estatals esclaus addicionals, Jefferson hi hauria perdut l'elecció presidencial de 1800. També, "l'esclavitud hi hauria estat exclosa de Missouri... La política d'extracció índia de Jackson hi hauria fallat ... El Wilmot Proviso hi hauria prohibit l'esclavitud en territoris va guanyar de Mèxic.... El Kansas-factura de Nebraska hi hauria fallat." Altres historiadors, tanmateix, ha criticat l'anàlisi de les voluntats com simplistic. Mentre el Tres-Fifths Compromise podria ser vist per afavorir estats Del sud a causa de les seves poblacions esclaves grans, per exemple, el Connecticut Compromise tendit per afavorir els estats Del nord (quin era generalment més petit). Suport per la Constitució nova descansada en l'equilibri d'aquests sectional interessos.

## Derogació i subversió després de Reconstrucció
Seguint la Guerra Civil i l'abolició d'esclavitud per la Tretzena Esmena (1865), el tres-cinquens la clàusula era nullified, mentre totes les persones eren ara lliure. Secció 2 de la Catorzena Esmena (1868) més tardà substituí l'Article 1, Secció 2, Clàusula 3. Proporciona que "els representants seran prorratejats... comptant el nombre sencer de persones en cada Estat, excloent els indis no gravats."
Després que l'era de Reconstrucció va venir a un final dins 1877, tanmateix, els estats esclaus anteriors subverted l'objectiu d'aquests canvis per utilitzar diverses estratègies a disfranchise els seus ciutadans negres, mentre obtenint el benefici de prorrateig de representants en la base de les poblacions totals. Aquests mesura eficaçment va donar els meridionals blancs fins i tot més grans votant el poder que ells van tenir en el antebellum era, inflant el número de Demòcrates Del sud en la Cambra de Representants així com el nombre de vots podrien exercitar en la Universitat Electoral en l'elecció del president.
El disfranchisement dels ciutadans negres finalment atrets l'atenció de Congrés, i dins 1900 alguns membres van proposar despullar-se el Del sud de seients, va relacionar al nombre de persones que eren barred de votar. Al final, el congrés no va actuar per canviar apportionment, en gran part a causa del poder del Del sud bloc. El Del sud bloc va comprendre els demòcrates Del sud van votar a oficina per votants blancs que van comprendre un potent votant bloc dins Congrés fins al 1960s. Els seus representants, reelegits repetidament per un-estats de partit, va controlar nombrós chairmanships de comitès importants en ambdues cases en la base de seniority, donant-los control sobre regles, pressupostos i projectes de patronatge important, entre altres assumptes. El seu poder els va permetre per derrotar legislació federal contra abusos i violència racial en el Del sud.[No dins citation donat]
La migració d'escala gran d'americans africans als estats Del nord i Occidentals que comencen en el 1910 va ser conduït en gran part per forces econòmiques, però al mateix temps reenfranchised ciutadans negres, i resultat en re-prorrateig lluny dels estats del sud i cada cop més afegit al demana reformes i drets civils negres. Pel 1960 l'africà-moviment de drets civil americà i el seu sympathizers amb èxit directament desafiat el Del sud disfranchisement de ciutadans negres, a més altres abusos.